# Districtul El Azizia
El Azizia este un district din provincia Médéa, Algeria.